# Nebalia herbstii
Nebalia herbstii là một loài động vật được tìm thấy ở Đại Tây Dương.